# Karl-Liebknecht-Straße (Cottbus)

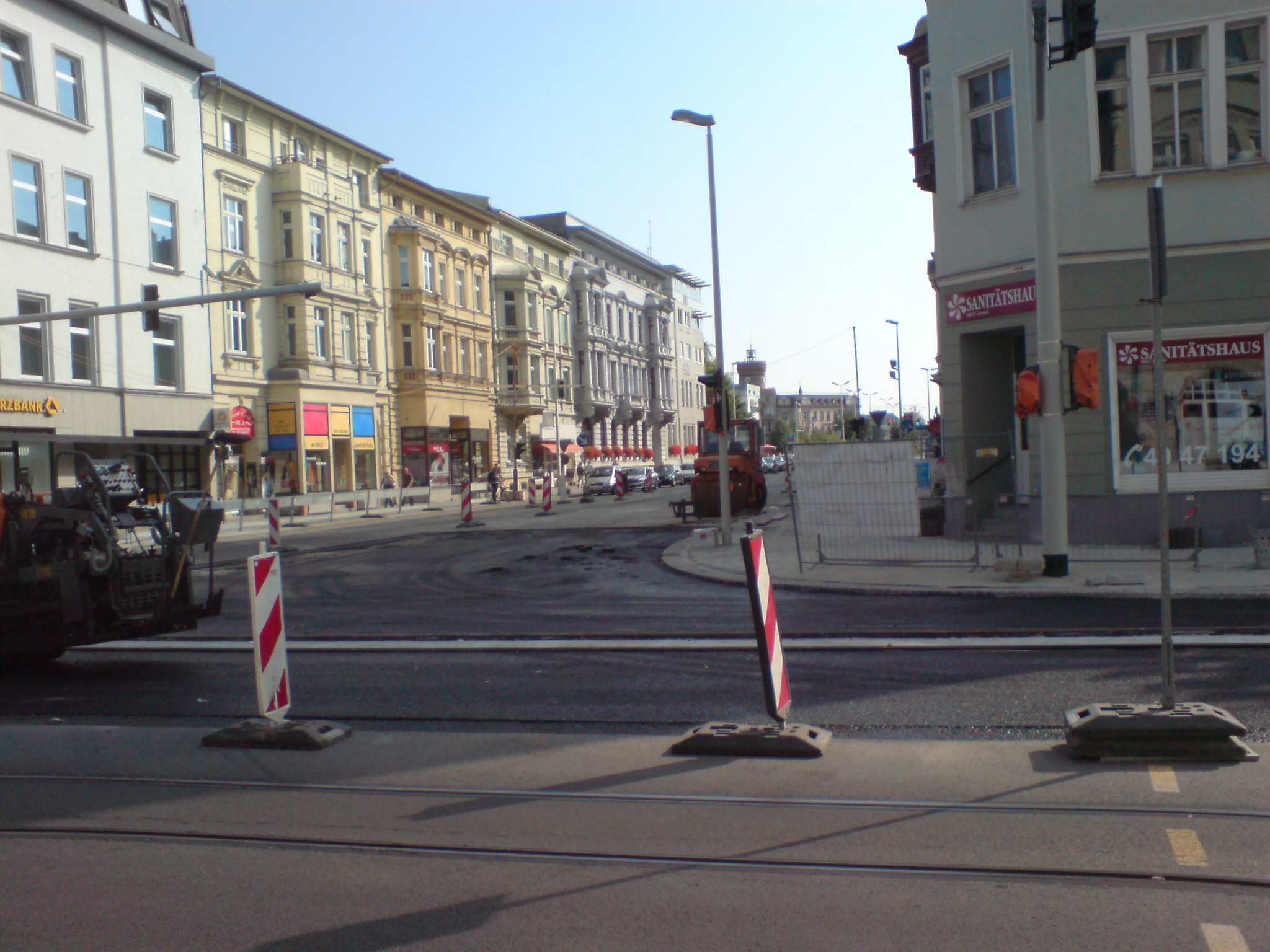
Östlicher Abschnitt der Karl-Liebknecht-Straße mit Blick auf den Spremberger Turm

Die  Karl-Liebknecht-Straße  (niedersorbisch: K. Liebknechtowa droga) ist neben der Berliner Straße, mit der sie in Ströbitz zusammenläuft, die wichtigste Ost-West-Verbindung der Cottbuser Innenstadt. Sie erstreckt sich vom Brandenburger Platz bis zur Grenzstraße im Westen. Die Straße wurde 1873 auf Beschluss des Magistrats in einem Teilstück vom Spremberger Tor bis zur Bahnhofstraße geführt. Zunächst unter dem Namen Schwanstraße, den der alte Feldweg nach Ströbitz trug, wurde sie 1888, nun bereits vollständig ausgebaut, in Kaiser-Friedrich-Straße umbenannt. Seit 1946 heißt sie Karl-Liebknecht-Straße, nach dem Arbeiterführer Karl Liebknecht.
Die Bebauung, vorrangig repräsentative Mietwohn- und Geschäftshäuser, erfolgte hauptsächlich in den 1880/90er Jahren. Ursprünglich besaßen die Häuser umzäumte Vorgärten und Linden säumten die Straße. Der letzte Vorgarten verschwand 1969 bei der Neubefestigung der Gehwege.
Während im östlichen Teil der Karl-Liebknecht-Straße die südliche Bebauung in ihrer ursprünglichen Struktur erhalten blieb, mussten auf der nördlichen Seite die Häuser zwischen der Nummer 130 und dem Spremberger Turm dem Bau des Konsument-Warenhauses, heute Galeria Kaufhof und der Stadtpromenade weichen. Erhalten ist nur die Bürger-Töchterschule (später Carl-Blechen-Schule), in der noch bis 1978 der Schulbetrieb geführt wurde. Mit dem Bau des Blechen-Carrés wurde das Gebäude in das Einkaufszentrum integriert.

## Baudenkmale
|   | Lage                           | Bezeichnung                                                                                  | Beschreibung | Bild               |
| - | ------------------------------ | -------------------------------------------------------------------------------------------- | --- | ------------------ |
| 1 | Karl-Liebknecht-Straße 4       | Mietwohnhaus mit Kontoranbau sowie Lagergebäude mit Erbbegräbniskeller und Einfriedungsmauer | Das Gebäude in der Karl-Liebknecht-Straße 4 ist ein Mietwohnhaus mit einem umgebauten Erbbegräbnis auf dem Hof. Das Gebäude wurde 1880/81 von dem Maurermeister Paul Broeßke als Wohn- und Geschäftshaus erbaut. Es steht auf dem Eckgrundstück zur Roßstraße. 1903 hat Hermann Pabel das Baugeschäft übernommen und das Wohnhaus, das Büro sowie der Bauhof sind seit damals im Besitz seiner Familie. Anfang des 20. Jahrhunderts erfolgte der Anbau eines Kontors, und im Zuge dessen die Umverlegung der Haustür und der Umbau der einst auf dem Friedhof vor dem Spremberger Tor errichteten Begräbnisstätte zum Lagergebäude. 1991 wurde eine Sanierung und ein Dachausbau durchgeführt. Das Gebäude hat einen L-förmigen Grundriss und verfügt über ein Berliner Dach. Kräftige Putzbänderungen verzieren das Erdgeschoss, währenddessen die Obergeschosse mittels differenzierter ädikulaartiger Fenstereinfassungen hervorgehoben werden. Vogel- und Löwengreifpaare dekorieren den Brüstungsspiegel und Palmettenmotive verschönern die geraden Verdachungen der Fenster. Ein zweigeschossiger Runderker akzentuiert durch seinen reichen Schmuck die Außenachse. Die Unterseite ist als Muschelschale ausgebildet und mit einem floralen Schmuckband mit integrierten Löwenköpfen versehen. Den Fassadenabschluss begleitet ein breiter, gefasster Blattfries, der mit schmaleren Eierstab- und Klötzchenfriesen einhergeht. Die Fenster und Türen sind bauzeitlich gearbeitet. Der westlich anschließende Kontorbau ist mit seiner schmalen, aufgesetzten Holzveranda, den kleinteilig gesprossten Fenstern, der balusterartigen Brüstung sowie den verzierten Zwischenpfosten erhalten. Der Eingang ist auf der Hofseite und hat eine Vorlaube. Entlang der Roßstraße bilden die Rückansichten der Erbbegräbnisse eine geschlossene, durch Putzfelder und Attika belebte Mauerfront. Stadtgeschichtlich ist das Ensemble von großer Bedeutung durch den Firmensitz der Baugeschäfte Broeßke und Pabel sowie der vielfältig gestalteten Fassade. | Hausnummer 4       |
| 2 | Karl-Liebknecht-Straße 9       | Mietwohn- und Geschäftshaus                                                                  | Das Gebäude wurde 1904 im Auftrag des Klempnermeisters Eduard Penning errichtet. Die Bauausführung wurde von Baugeschäft Hermann Pabel & Co übernommen. Es handelt sich hier um ein Mietwohnhaus, dessen Quergebäude eine Außenmauer besitzt. Im Jahr 1905 ist die Bank für Handel und Industrie eingezogen. Die Struktur des Erdgeschosses wurde oftmals verändert. Dies ist der hohen Mieterfrequentation geschuldet. 1969 wurden Instandsetzungsarbeiten durchgeführt, hierbei wurde die Zwiebelturmbekrönung des Zwerchhauses entfernt. Die letzte Restaurierung und Sanierung wurde im Jahr 2000 durchgeführt. Es wurde ein Fahrstuhl in das Treppenauge eingebaut und das Quergebäude abgerissen. Die Außenmauer an der Schwanstraße ist erhalten geblieben. Das Mietwohnhaus ist ein viergeschossiger Baukörper mit einem L-förmigen Grundriss. Das Gebäude verfügt über ein Mansarddach und die Fassade ist durch unterschiedlich gestaltete Fensterachsen gekennzeichnet. Die linke äußere Fensterachse tritt ab dem zweiten Obergeschoss leicht vor die Wandfläche, die rechte äußere Achse ist als Loggienachse ausgebildet. Die beiden mittleren Achsen besitzen gekuppelte Fenster und einen dominierenden dreigeschossigen Erker mit einem Balkonabschluss oberhalb der Traufe. Jede einzelne Etage des Hauses ist durch eine andere Fensterform geprägt. Die unzähligen Wandöffnungen sind mit flach reliefiertem, aufgeputztem oder in Putzfeldern eingelegtem Dekor versehen. Dieses zeigt Masken- und Tiermotive sowie stilisierte pflanzliche und gebänderte Formen. Das Mansarddach des Hauses besitzt einen geschwungenen Giebel als auch reich gestaltete Zwerch- und Dachhäuser. Unter einem sechseckigen Abschluss (ursprünglich mit spitzem Zeltdach) befindet sich auf der Hofseite ein Treppenturm mit einer Wendeltreppe. Des Weiteren gibt es Holzloggien und der Seitenflügel sowie die Mauer zur Schwanstraße sind kalksandsteinsichtig und zurückhaltend gegliedert. Im Obergeschoss ist der filigran reliefierte von handgezogene Deckenstuck in Form des Historismus oder des Jugendstils erhalten, ebenso die Türen. Die Erschließung der großzügigen Acht-Zimmerwohnungen erfolgte über ein repräsentatives Treppenhaus. Ein zartes, florales mit Dekor verziertes Stuckpaneel folgt dem Treppenverlauf. Das Gebäude hat einen hohen Wert als Mietwohnhaus durch die architektonisch-künstlerische Qualität. Ferner besitzt es eine baugeschichtliche Bedeutung, weil es die traditionell-historische Fassadenstruktur und die variationsreiche Jugendstilromantik geschickt verknüpft. | Hausnummer 9       |
| 3 | Karl-Liebknecht-Straße 18      | Mietwohn- und Geschäftshaus                                                                  | Das Mietwohn- und Geschäftshaus wurde 1897 für den Fleischermeister G. Greschke errichtet. Das Baugeschäft Dümpert & Hauke übernahm den Bauauftrag. Der sich nach oben stufenweise verjüngende Mittelrisalit besitzt eine Dachhaube und ist der Hauptakzent der Putzfassade. Links und rechts am Risalit sind kleine Austritte vorhanden. Das Erdgeschoss ist mit einer feinen Putzbänderung versehen. Das Einfahrtstor sowie der Ladeneinbau stammen aus der Bauzeit des Gebäudes. Die Beletage ist durch einen Dreiecksgiebel sowie ein Brüstungsfeld hervorgehoben und die Fensterarchitektur variiert von Etage zu Etage. Das eingesetzte Stuckdekor ist hier sehr motivreich und filigran, jedoch zurückhaltend gearbeitet. Weitere Verzierungen wurden im Giebelfeld in Form eines Stadtwappens mit dem Errichtungsdatum angebracht. Eine schwungvoll modulierte Blattmaske schmückt den Schlussstein der Hofeinfahrt. Im Inneren des Baukörpers befinden sich noch aus der Bauzeit Stuckdecken, Kastenfenster und Kassettentüren. Der ehemalige Fleischerladen beinhaltet noch immer die Fliesen aus dem Erbauungsjahr. Das Gebäude bildet eine Synthese aus verschiedenen Stilrichtungen, wie beispielsweise dem Späthistorismus. Durch seine gut erhaltene Substanz aus der Bauzeit sowie der bauzeitlichen Ladenausstattung hat das Bauwerk eine große städtebauliche Bedeutung als Geschäftshaus. | Hausnummer 18      |
| 4 | Karl-Liebknecht-Straße 24      | Villa                                                                                        | Die Fabrikantenvilla wurde 1897 im Auftrag des Färbereibesitzers und Teppichfabrikanten Max Michaelis durch den Bauunternehmer Paul Boeßke errichtet. Im Jahr 1900 wurde ein Wintergarten mit vorgelagerter Terrasse zur Gartenseite angebaut. Zu DDR-Zeiten wurde das Gebäude als Standesamt genutzt und im Wintergarten befand sich der Trausaal. Der freistehende Putzbau hat einen nahezu quadratischen Grundriss und ist untergliedert in einen rustizierten Sockel, ein Erdgeschoss und ein niedrigeres, in den Dachbereich überleitendes Obergeschoss. Das Bauwerk ist zur Straßenseite hin mit einem geschweiften Zwerchgiebel und einem turmbekrönten seitlichen Eingangsvorbau akzentuiert. Das Erdgeschoss ist mit einer Eckquaderung versehen sowie breiten Fensterformaten, die eine integrierte Quaderrahmung besitzen. Die seitlichen Obergeschossfenster haben einen Zwerchgiebel mit einem Krüppelwalm, der wiederum in den Dachbereich übergeht. Das Innere ist durch die zentrale Halle mit Kamin, dem Lichtdach und den Umgang mit Holzbalustern bauzeitlich geprägt. Die zum Obergeschoss führende Treppe ist räumlich getrennt ausgeführt und hat keine raumbildende Funktion. Filigran gearbeitete schmiedeeiserne Gitterabschlüsse sind an der gartenseitigen Terrasse, am Eingangsvorbau und am Dachfirst zu finden. Das Bauwerk ist ein Beispiel für die späthistoristische Villenarchitektur. Durch die gut erhaltene Originalbausubstanz kann hierin der großbürgerliche Wohnstandard der Kaiserzeit dokumentiert werden. | Hausnummer 24      |
| 5 | Karl-Liebknecht-Straße 28, 28a | Doppel-Mietwohnhaus mit Vorgarten und Einfriedung                                            | Die beiden Mietwohnhäuser wurden 1906/07 für den Hausbesitzer Rudolf Kaiser erbaut. Die beiden Gebäude bilden ein annähernd symmetrisches Doppelhaus mit zwei geschweiften Zwerchgiebeln, die risalitartig vortreten und mittels eines erhöhten Dachbereichs zusammengefasst werden. Die Traufzone in diesem zentralen Bereich wird durch Kammputzfries, Wellenband und Dekorfelder hervorgehoben. Unterhalb der Giebel befinden sich zweigeschossige Vorbauten, die mit Balkone abschließen. Die Wandflächen des Gebäudes sind rau geputzt und der Sockelbereich mit Klinkern gemauert, deren Abschluss mit Zierleisten versehen wurde. Die Seitenachsen des Obergeschosses haben ein Zierfachwerk. Das Gebäude besitzt variierende Fensterformate, deren Rahmung eine Oberlichtversprossung hat und bauzeitlich gearbeitet ist. Im Eingangs- und Giebelbereich sowie an den Vorbauten befindet sich Dekor mit stilisierten Ranken- und Rispenmotiven. Das Innere ist noch reich an Originalsubstanz und es finden sich die Dekormotive von außen wieder. Es sind bauzeitliche Türen mit einem Schnitzdekor, wellenförmige Stuckfriese und Terrazzoeinfassung vorhanden. Das Mietwohnhaus wurde im Jugendstil errichtet und ist durch die nicht eindeutige Symmetrie charakterisiert. Weiterhin ist es geprägt durch die Zurücknahme und Abstraktion des Dekors, das teilweise vor Ort gefertigt wurde. Des Weiteren ist es ein Beispiel dafür, dass die aufkommende Forderung nach individuellen, handwerklichen Lösungen am Mietwohnhaus zur Anwendung kamen. | Hausnummer 28, 28a |
| 6 | Karl-Liebknecht-Straße 30      | Wohnhaus mit Einfriedung                                                                     | Das zweigeschossige Wohnhaus besitzt ein Berliner Dach und wurde 1908/1909 vom Kaufmann David Reissner erbaut. Eckseitig besitzt das Gebäude einen polygonalen Turmanbau mit geschweifter Kuppel. An der nördlichen Seite dominiert ein Mittelrisalit, dem zusätzlich ein Altan mit Balkonabschluss vorgesetzt wurde. Den Risalitabschluss bildet ein geschweifter Zwerchgiebel, der von zwei Gauben auf dem Dach flankiert wird. Die Fensterrahmungen der rechteckigen Fenster sind reich mit Girlanden, Voluten und Gesichtsmasken in Jugendstilform verziert. Rechts vom Risalit befindet sich ein Steinbalkon im ersten Geschoss und im zweiten Geschoss eine Loggia. Linksseitig vom Risalit im zweiten Geschoss ist der Balkon mit einem Eisengeländer ausgestattet, in dem ein verschnörkeltes „R“ für Reissner eingearbeitet ist. Die östliche Hausseite ist fünfachsig aufgebaut. In der vierten Achse befindet sich im Risalit eine rote Eingangstür mit Oberlicht, deren Rundbogen mit Girlandenstuck verziert ist. Den Abschluss bildet ein kleiner geschweifter Zwerchgiebel. In der fünften Achse sticht eine reich verzierte Kartusche heraus. Der Keller ist ein Sockelgeschoss mit kräftiger Putzrustizierung. Ein Risalit in der zweiten Achse besitzt einen geschweiften Zwerchgiebel, der von zwei Gauben flankiert wird. An der Hausrückseite befinden sich zwei Loggien mit Eisengeländer, sowie ein gemauerter Treppenturm, der als Dienstboteneingang diente. Außen am Turm ist ein mehrteiliger Dienstboten-Glockenzug angebracht. Auf dem Hof an der Hausrückseite ist noch ein Stück der Einfriedungsmauer mit eingelassenen Rundbögen aus Backstein erhalten. Ein ca. 150 cm hoher verzierter Eisenzaun grenzt das Gebäude von der Straße ab. Die eisernen Einfahrtstorflügel führen über ein Kopfsteinpflaster zum Hof. Die qualitative Innenausstattung ist von bauzeitlicher Substanz geprägt. Die Stuckdecken weisen ein florales Dekor sowie reiche Versprossungen auf. Die Wandgliederung weist barocke Gestaltungsmuster auf, deren Ausformung unter dem Einfluss des Jugendstils steht. Heute steht das Gebäude leer. Die Fenster sind zum Teil ohne Fensterscheiben oder mit Pappe abgedeckt. Die Balkone und das Dach sind komplett mit Planen abgedeckt, um einen Steinabsturz zu verhindern. Am 10. September 2008 wurden vor dem Gebäude Stolpersteine für die in Konzentrationslagern verstorbene Familie von David Reissner verlegt. | Hausnummer 30      |
| 7 | Karl-Liebknecht-Straße 127     | Hausdurchfahrt mit Deckenfresko                                                              | Dieser vierachsige Bau mit Pultdach an der Nordseite der Straße wurde 1885 errichtet und 1998 saniert. Das Deckengemälde auf Leinwand im Eingangsbereich ist aus dem Jahr 1896 und stammt von dem renommierten Dekorationsmaler Gustav Fürst. Das Gemälde zeigt eine allegorische Darstellung des Handwerks sowie verschiedener Künste (Malerei, Baukunst, Musik). Es stellt den durch Fleiß erworbenen Wohlstand dar und symbolisiert damit Glück des Hauses und seiner Familien. Hier handelt es sich um das einzige in Brandenburg vorkommende Deckengemälde auf Leinen in einem Mietwohnhaus. Der Eingangsbereich des Hauses ist gegliedert durch einen hohen, kassettierten Sockelbereich und stilisierte Wandpilaster. Darüber befindet sich ein Kämpfergesims, welches korbbogenförmige, profilierte Bögen mit Schlusssteinen trägt. Diese Scheinarchitektur leitet zu dem rechteckigen Deckenbild über, das durch eine mit Kartuschen, Blütenranken, Schmetterlingen und Schmuckbändern dokorierten Stuckkehle gerahmt ist. | Hausnummer 127     |
| 8 | Karl-Liebknecht-Straße 130     | Mietwohn- und Geschäftshaus (später Bankgebäude)                                             | Der in historisierenden Formen gestaltete Bau in exponierter Lage wurde 1887/1888 errichtet und bildet mit den westlich benachbarten Mietwohnhäusern eine einheitliche Bebauung an der Nordseite der Straße. Dennoch setzt sich dieses Gebäude gestalterisch durch die Breite der Fassade und die reicheren Dekorationsformen der klassisch-orientierten Neurenaissance ab. 1913 erfolgte ein Umbau der Geschäftsräume im Erdgeschoss. Dabei wurde u. a. der Hauseingang von der Mittelachse nach außen verlegt. Die axial-symmetrische Fassade wurde mit geschossweise wechselnder Fensterrahmung und -verdachung versehen. Das Erdgeschoss zeigt eine kräftige Putzbänderung, die oberen Etagen wurden prunkvoll gestaltet. An den äußeren Achsen befinden sich vorgesetzte Erker, getragen von Konsolen. Die dreiteiligen Fenster der Erker sind gefasst von Wandpfeilern bzw. Dreiviertelsäulen und Hermenpilastern. Den Abschluss bilden hier eingezogene Lünettengiebel. Vor der Mittelachse wurde ein Balkon konstruiert, dessen Tür von einem Segmentbogen mit dem Signet der Bank bekrönt ist. Über der mit Friesplatten dekorierten Drempelzone zeigt sich ein ausladendes Traufgesims. Zahlreiche Details der Ausstattung sind erhalten geblieben, beispielsweise die Treppenanlage mit verzierten Pfosten, Stuckdecken in allen straßenseitigen Obergeschossen, das eiserne Hoftor anno 1913, eine Wandvertäfelung und die durch Unterzüge gegliederte Decke des Kassenraumes. | Hausnummer 130     |
| 9 | Karl-Liebknecht-Straße 136     | Bürger-Töchterschule (später Carl-Blechen-Schule)                                            | Das Gebäude der ehemaligen Mädchen-Mittel-Schule (bürgerlich), ein rotes dreistöckiges Backsteingebäude, welches im April 1875 eingeweiht wurde, war für die Stadt Cottbus ein großer Fortschritt. Der „Neubau“ befand sich auf dem Kirchgelände am „Spremberger Thore“, das billig von der Oberkirchengemeinde an die Stadt verkauft wurde. Bis Ostern 1880 gab es 600 Schülerinnen. Die Klassenstärke lag im Durchschnitt bei 72 Personen. Das Lehrerkollegium 1891 setzte sich aus 8 Lehrern und 11 „Fräuleins“ zusammen. Im Jahre 1945 wurde die Schule zur 5. Schule „Carl – Blechen“ umbenannt. 1971 gab es 37 Klassen, davon 3 Hortklassen, mit bis zu 1006 Schülern. Ab dieser Zeit bekam sie eine besondere Aufgabe als Spezialschule mit erweitertem Russischunterricht ab der 3. Klasse. Jährlich wurden 150 Kinder hier eingeschult, und zusätzlich 60 für den Russischunterricht aus ganz Cottbus speziell ausgesucht. Zuletzt befanden sich hier 28 Unterrichtsräume, darunter Spezialräume für Biologie, Chemie und Physik. Den Schülern standen eine Turnhalle von 206 m² und ein Schulhof von 1500 m² mit großen alten Baumbeständen zur Verfügung. Bis Anfang der 1970er Jahre befand sich hier eine Schulküche, die auch für andere Schulen Mittagessen kochte. Danach übernahm die Gaststätte „Am Stadttor“ die Schulversorgung mit warmem Essen. Als ungünstig erwiesen sich die Entfernungen von der Schule zum zentralen Schulgarten in der Pappelallee in Ströbitz, zum Sportplatz auf dem heutigen Gelände des Energiestadions und zum Hort, der im Biedermeierhaus in der Lieberoser Straße 7 untergebracht war. Nach über 100 Jahren Nutzung schloss diese Schule 1978 ihre Pforten, um 1979 als Neubau in der damaligen Rudolf-Rothkegel-Straße (heute Elisabeth-Wolf-Straße) eingeweiht zu werden. Der Name des bekannten Malers Carl Blechen wurde übernommen. Danach erfolgte eine Nutzung des Gebäudes durch das Stadttheater, dem späteren Staatstheater, als Fundus, Arbeits- und Werkstätten. Jetzt ist das gesamte Schulgebäude in einem Einkaufszentrum in der Stadtmitte integriert. | Hausnummer 136     |